# Bracon nocturnus
Bracon nocturnus är en stekelart som först beskrevs av Vladimir Ivanovich Tobias 1962.  Bracon nocturnus ingår i släktet Bracon och familjen bracksteklar. Inga underarter finns listade.